# Corydalis flavula
Corydalis flavula là một loài thực vật có hoa trong họ Anh túc. Loài này được (Raf.) DC. mô tả khoa học đầu tiên năm 1824.

## Hình ảnh

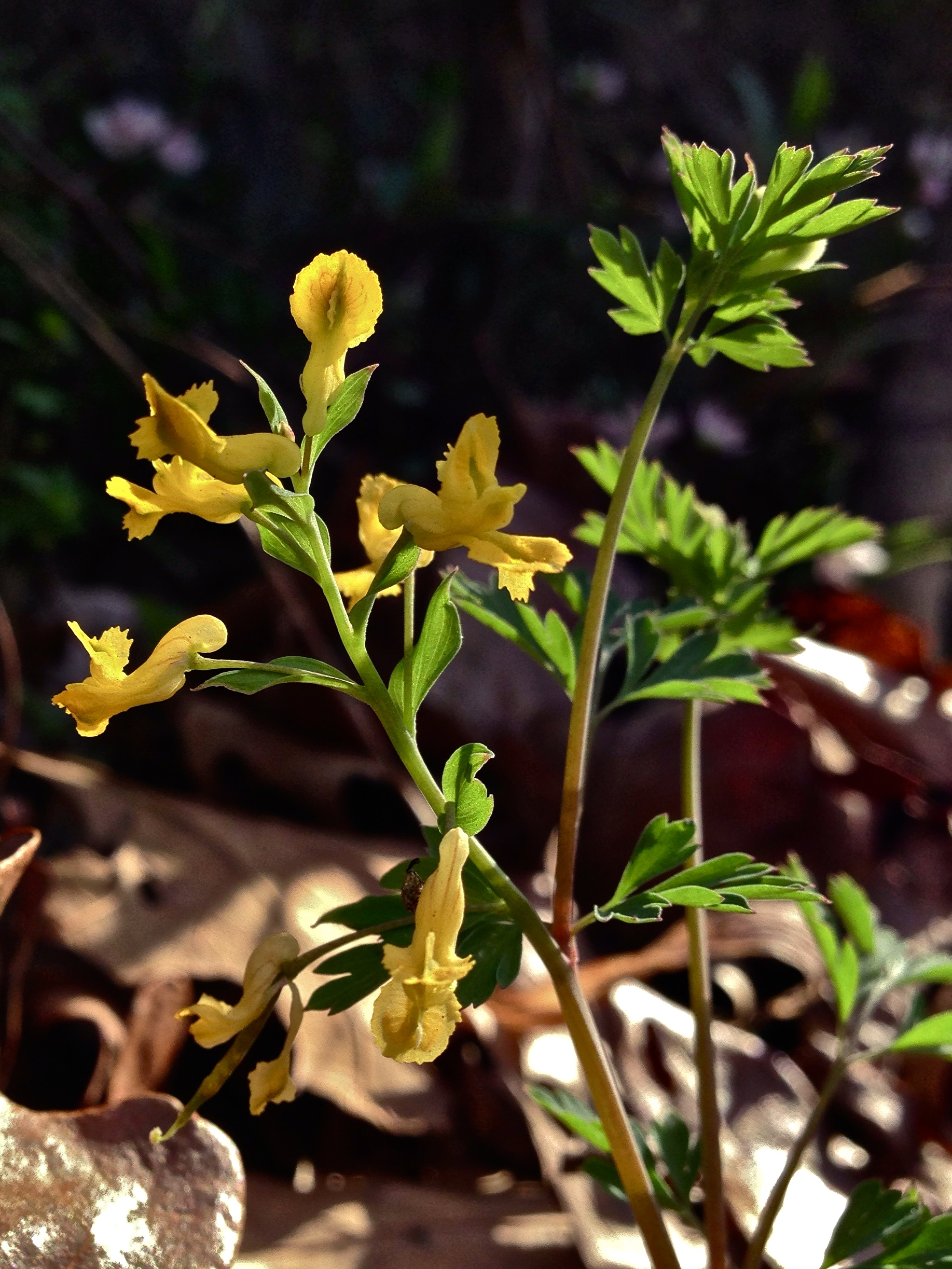
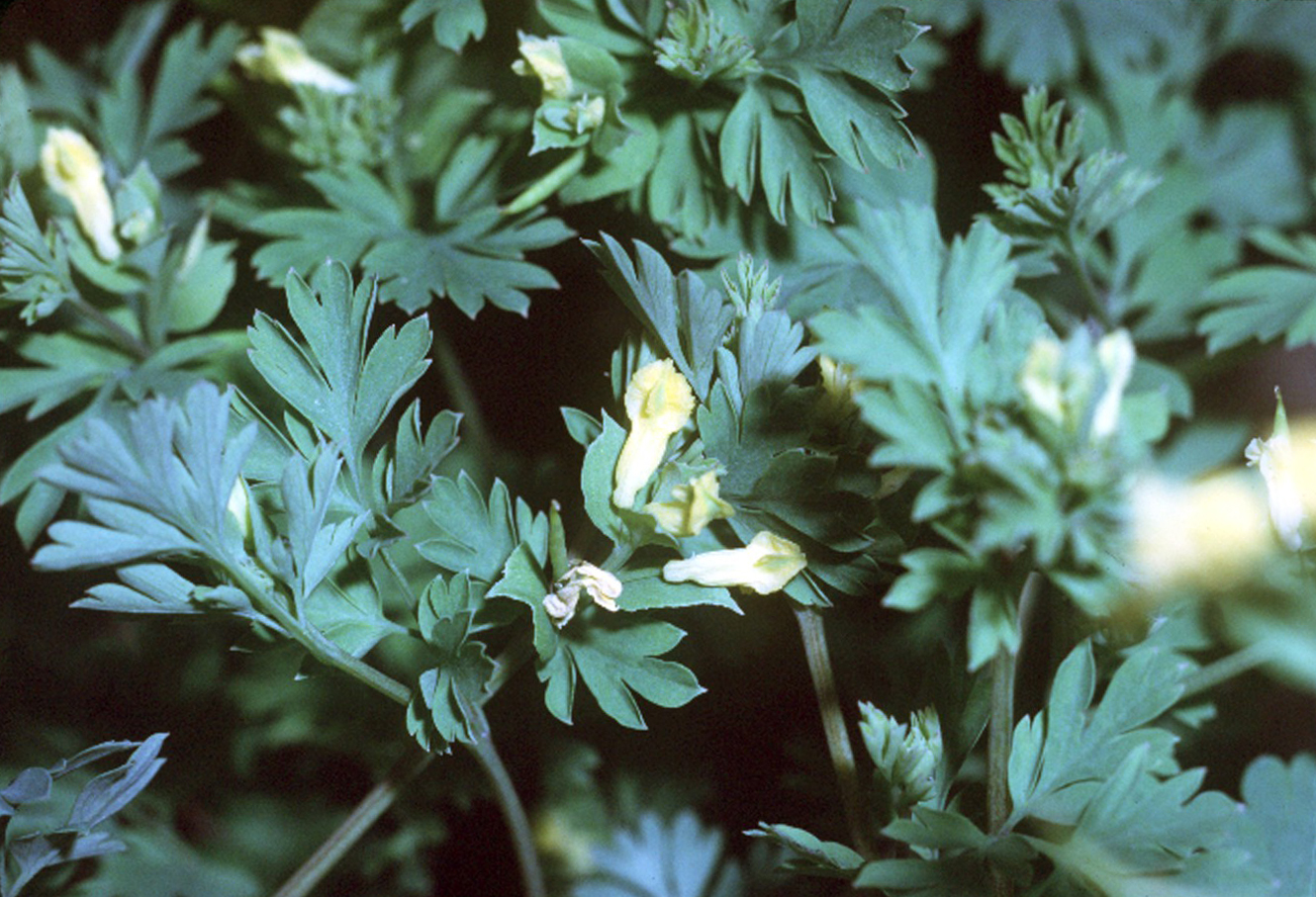